# Clidemia tococoidea
Clidemia tococoidea är en tvåhjärtbladig växtart som först beskrevs av Dc., och fick sitt nu gällande namn av Henry Allan Gleason. Clidemia tococoidea ingår i släktet Clidemia och familjen Melastomataceae. Inga underarter finns listade i Catalogue of Life.